# Ebrotidin
Ebrotidin je antagonist H2 receptora sa gastroprotektivnom aktivnošću protiv oštećenja sluzokože želuca uzrokovanih etanolom, aspirinom ili stresom. Antisekretorna svojstva ebrotidina su slična sa ranitidinom, i približno deset puta veća od cimetidina. Ebrotidin ima anti-Helicobacter pylori dejstvo putem inihibicije enzima ureaze i proteolitičkih i mukolitičkih aktivnosti bakterije. Njegovo dejstvo je sinergističko sa brojnim antibakterijskim agensima. Ebrotidin blokira inhibitorne efekte H. pylori lipopolisaharida.